# Chloroclystis aquanivaria
Chloroclystis aquanivaria là một loài bướm đêm trong họ Geometridae.